# حزب مصر القوية
حزب مصر القوية حزب سياسي مصري أسسه عبد المنعم أبو الفتوح، المرشح الرئاسي في انتخابات عام 2012... يوصف الحزب بأنه من أحزاب يسار الوسط أو ما يعرف بالأحزاب الديمقراطية الاجتماعية اقتصاديا، والوسطية في فهمها لدور الدين في الدولة لتمسك الحزب بالمادة الثانية من الدستور واعتزازه بها مع رفضه لاحتكار الإسلام في حزب أو أحزاب أو استخدام الدين كشعارات تستخدم في الصراع السياسي، ويشق الحزب طريقا بين الاستقطاب الليبرالي و الإسلامي
انبثقت فكرة تأسيسه من حملة الدكتور عبد المنعم أبو الفتوح للرئاسة، والتي كانت تتميز بمشاركة عناصر ليبيرالية ويسارية وإسلامية فيها، وكذلك دعم قطاع من الحركات الثورية الشبابية، وكانت تطرح برنامجا رئاسيا طموحا يميل الي التحرر في جانبه السياسي والي قيم يسارية في جانبه الاقتصادي.
حل عبد المنعم أبو الفتوح رابعا في انتخابات الرئاسة المصرية ، لكن زخم حملته الانتخابية وتزايد الاستقطاب العلماني الديني في مصر دفع أعضاء الحملة الي مواصلة العمل السياسي وأجرت الحملة تصويتا داخليا اتخذت بعده قرار إنشاء حزب سياسي،

## تأسيس حزب مصر القوية

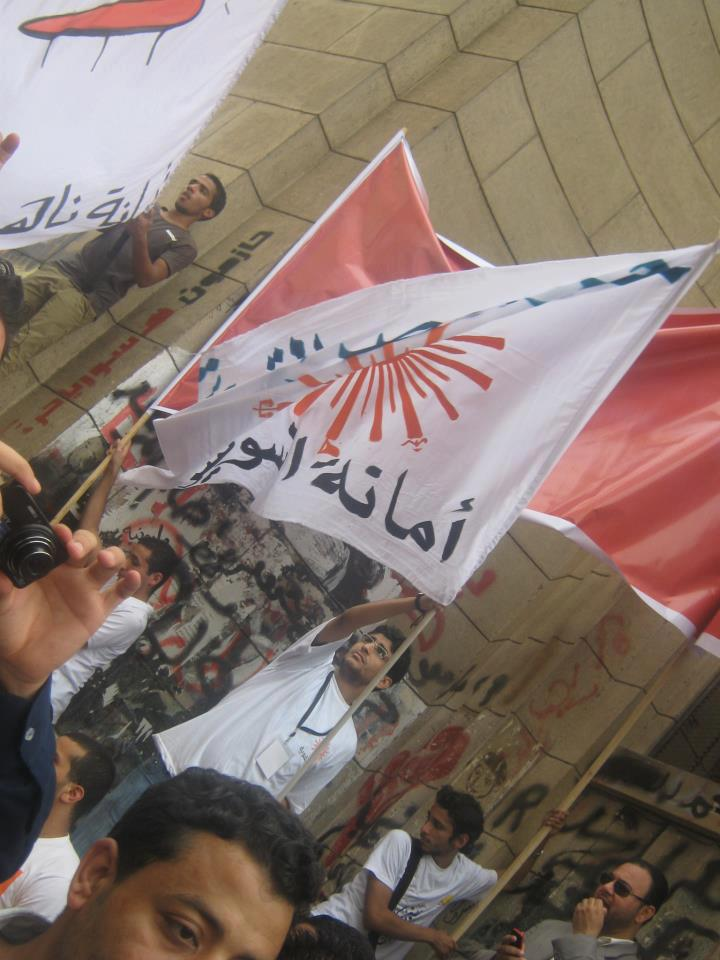
تسليم توكيلات حزب مصر القوية
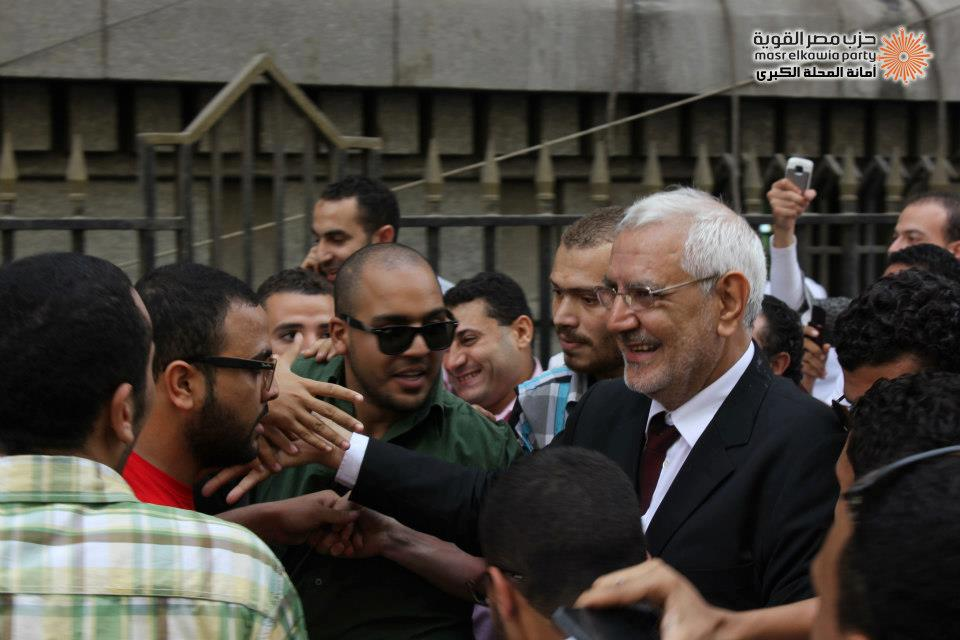
تسليم توكيلات حزب مصر القوية
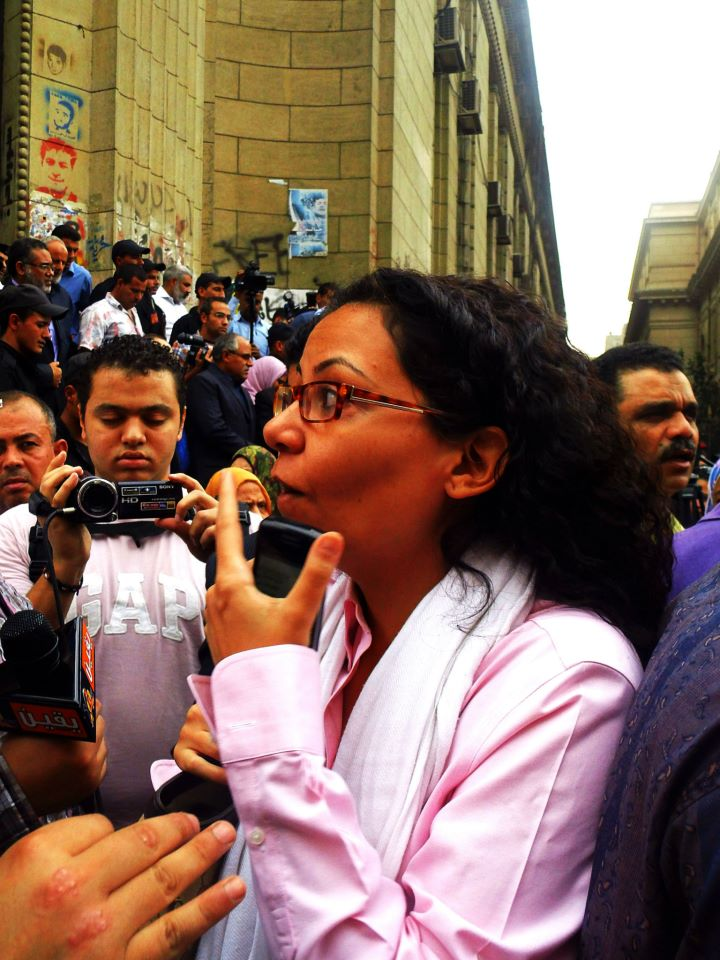
تسليم توكيلات حزب مصر القوية
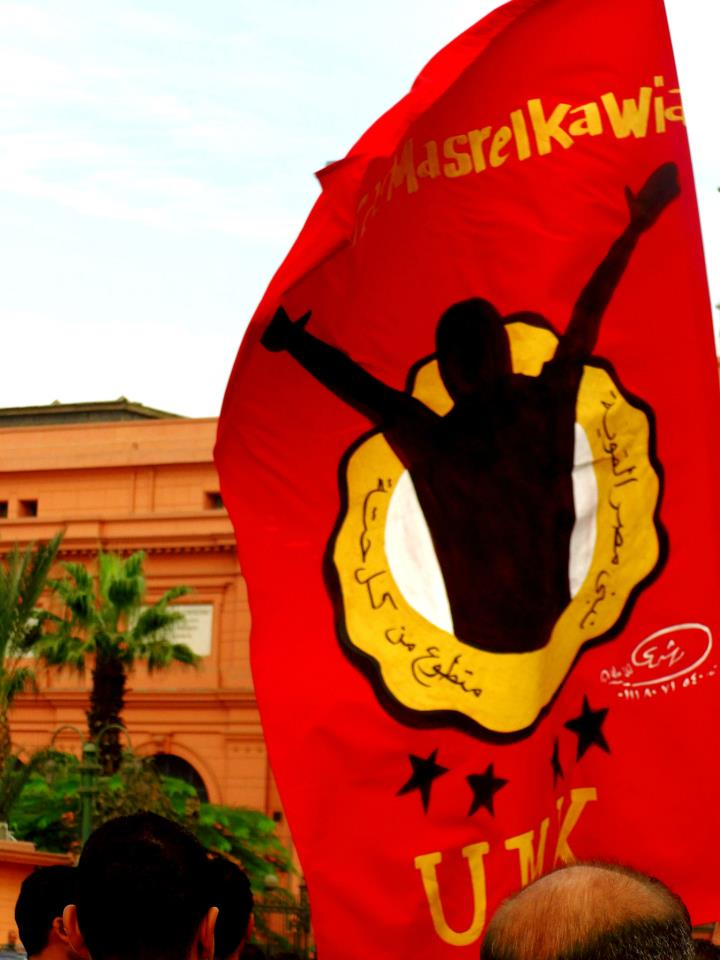
تسليم توكيلات حزب مصر القوية

وافقت لجنة شئون الأحزاب السياسية الاثنين 12/11/2012، على تأسيس حزب مصر القوية الذي أسسه الدكتور عبد المنعم أبو الفتوح، وقبول الإخطار المقدم من أبو الفتوح بصفته وكيل مؤسسى الحزب، لتأسيسه وتمتعه بالشخصية الاعتبارية، وحقه في ممارسة نشاطه السياسى، اعتبارا من يوم 12/11/2012 رخصة قبول حزب مصر القوية.... وحقة في مباشرة نشاطه السياسي بصفة شخصية 

### برنامج الحزب
برنامج «مصر القوية»: ينقسم إلى محورين: الأول باسم «فلسفة الحزب»، والثانى «انحيازات الحزب» التي شملت 6 ركائز أساسية. ويؤكد «مصر القوية» أنه حزب وسطى ديمقراطى اجتماعى، يسعى لتحقيق العدالة الاجتماعية والاستقلال الوطنى، وأشار إلى أن رسالته تقوم على المساهمة في بناء وطن قوى مستقل يعلى من قيمة الإنسان.
وأوضح الحزب أهدافه الأربعة، التي جاء في مقدمتها أن تصبح مصر من أقوى 20 دولة في العالم اقتصادياً وعلمياً وسياسياً وعسكرياً، وتحقيق العدالة الاجتماعية وصولاً لحد أعلى من الكفاية من خلال نسق اقتصادى قائم على التنمية الإنسانية،
كما ذكر 7 قيم حاكمة لأداء الحزب، وهي:
«الممارسة الأخلاقية،
```
الانضباط والالتزام،
التشاركية،
الشفافية،
المسئولية،
المحاسبية،
الاحترافية.
```

```
= فلسفة الحزب= :
```

أولاً: الإنسان محور عمل الحزب إن الفلسفة التي ينبع منها برنامج «مصر القوية» تتمحور حول الإنسان؛ ليس باعتباره أداةً لمشروع التنمية فقط؛ بل باعتباره هدفاً لذلك المشروع؛ مستشرفاً مفهوم التنمية الإنسانية؛ التي تضع الإنسان ورخاءه وخدمته هدفاً، ولا تجعل من الاستثمار في البشر، مع تجاهل إنسانيتهم وسيلةً للتقدم الاقتصادى، وزيادة الإنتاج، سواء عاد ذلك على الإنسان نفسه بالخير، أم زاد من معاناته. إننا نحرص في حزب «مصر القوية» على كرامة المواطن، وحقوقه الإنسانية كمعيارٍ أول في تقديم البرامج، وتحديد المواقف، وانتهاج السياسات.[Quote_1]
ثانياً: احترام الهوية إن هوية الأمة لا تخص أهل دين دون آخر، ولا أهل إقليم دون آخر، ولا جنساً دون آخر، ولكنها تعنى المشترك بين أبنائها من قيم، وتاريخ، وحضارة، وثقافة، ولغة تركت أثرها في الأمة كلها بكل أطيافها ومكوناتها، مع الحفاظ في ذات الوقت على خصوصية أهل كل دين، وعادات كل مكون جغرافي أو عرقي. نؤكد في هذا الإطار أن هوية مصر الثابتة هي الانتماء العربى لمصر، مع الحفاظ على الخصوصية المصرية، والمكوّن الإسلامى الوسطى بما يمثله من مدرسة أصيلة منضبطة عميقة متسامحة في فهم الشرع الشريف، تقوم على التراكم العلمى، واحترام تنوع الآراء، وتوازن دوائر الهوية، واحترام التعددية الثقافية. إننا في حزب «مصر القوية» نلتزم سلوكاً ومواقف بمبادئ الشريعة الإسلامية وما لها من أهداف ومقاصد، حيث إنها عدل كلها، ورحمة كلها، ومصلحة كلها، وحكمة كلها. إن مفهوم تطبيق الشريعة ليس ما يشيع لدى البعض حول حصرها في تطبيق الحدود؛ بل هي مفهوم شامل يتعلق بتحقيق مصالح البشر الأساسية المتعلقة باحتياجاتهم الضرورية. التزامنا بمبادئ الشريعة يعنى - من ضمن ما يعنى- رفضنا لاحتكار حزب أو أحزاب للحديث باسم الإسلام؛ لأن مجال العمل الحزبى في الأساس هو تقديم برامج، وأفكار، واجتهادات بشرية لعرضها على الشعب صاحب السلطة، ومحاولة تطبيقها على أرض الواقع إن نالت رضا الشعب، وذلك دون ادعاء بقدسية تلك البرامج، والأفكار، والاجتهادات، ولا عصمة القائمين عليها؛ لذلك فإن الإسلام لا ينبغى له أن يكون محل صراع سياسى. وإن التزامنا بمبادئ الشريعة يعنى أيضاً رفضنا لخلط العمل الدعوى القائم على نشر القيم والأخلاق والمبادئ، وعلى العمل الخيرى، بالعمل الحزبى القائم على تقديم الحلول البشرية لمشاكل الناس المتعلقة بشئون دنياهم؛ وذلك منعاً لخلط الثابت المقدس بالمتغير البشرى. ونؤكد احترام حرية الاعتقاد الخاصة لكل المصريين دون تدخل من الدولة في معتقدات مواطنيها، وما يؤمنون به، وكذلك حقهم في ممارسة شعائر عقائدهم دون خوف ولا وجل، ونرى أن المسيحيين المصريين جزء أصيل لا ينفصل عن مكونات هذا الوطن، وتاريخه، وثقافته؛ ومواطنون مصريون لهم كافة الحقوق، وعليهم كافة الواجبات، وخصوصيتهم الدينية ودور عبادتهم مصونة لا تمس بحق المواطنة، وحكم الشريعة، وواجب الدولة، ونؤمن بأن اللغة العربية رمز أصيل لهويتنا العربية.[Quote_2]
```
= انحيازات الحزب =
```

أولاً: زيادة تأثير المواطن في القرار السياسى «تعميق الديمقراطية التشاركية» نهدف إلى بناء دولة تكون فيها السيادة الحقيقية للشعب في إطار مرجعية دستورية، وأن يصبح فيها المواطن المصرى المراقب الحقيقى للعملية السياسية، بدون تعاظم لمجموعة ما مدنية أو عسكرية خارج إطار العملية الديمقراطية. ونسعى لتعميق الديمقراطية التشاركية التي تُعرَّف بأنها: «مشاركة المواطنين في القرارات السياسية والسياسات التي لها تأثير مباشر على حياتهم وعدم الاكتفاء بالاعتماد الكلى على النواب المنتخبين. هذه الديمقراطية التشاركية المأمولة تعنى: دعم برنامج متوازن للامركزية، والمراقبة الشعبية، والسعى لجعل المحليات وحدات مستقلة مسئولة عن التخطيط والتنفيذ على المستوى المحلى في إطار السياسة العامة للدولة.
ثانياً: الانحياز للحقوق الاقتصادية والاجتماعية وأشار الحزب إلى العديد من الإجراءات التي من شأنها تحقيق العدالة الاجتماعية والاقتصادية، منها: «مجانية التعليم في كافة مراحله، بداية بالأساسية منها، وانتهاء بالجامعية، وضع حد أدنى للدخول وليس الأجور فقط، ووضع أولوية للإنفاق العام في قطاعى الصحة، والتعليم، حتى تصل إلى القيم العالمية، وتحسين الظروف المعيشية للأطباء والعاملين في مجال الصحة، واعتماد سياسة ضريبية تعطى الضرائب المباشرة، والتصاعدية الإسهام الأكبر في الوعاء الضريبى».
ثالثاً: الانحياز للمساواة والدمج الاجتماعى دولة المواطنة لا تعنى إلا المساواة التامة بين مواطنيها في الحقوق والواجبات في إطار الدستور والقانون؛ لذا فإن عمليات الاستبعاد، أو التهميش لمواطن أو مجموعة من المواطنين بسبب الدين، أو العرق، أو الجنس، أو الأفكار، أو الطبقة الاجتماعية، أو المستوى الاقتصادى، أو المنطقة الجغرافية.
رابعاً: الانحياز للحريات السياسية والمدنية وأكد الحزب عدداً من الحريات والحقوق، في مقدمتها: «إطلاق حرية إنشاء الأحزاب السياسية، والتجمعات السياسية السلمية بأشكالها المختلفة، وحماية حرية الصحف، ووسائل الإعلام المختلفة وفق قانون يتيح تداول المعلومات، ضمان الحريات الفردية، وحرية الإبداع، والتعبير، والإعلام، واعتبار الإبداع والفنون والآداب من قوة مصر الناعمة، ومخزونها الاستراتيجى».
خامساً: الانحياز للاقتصاد المنتج وقال الحزب إنه لا اقتصاد بدون صناعة وزراعة، مشيراً إلى عدد من الإجراءات في مجال الصناعة، منها: «دعم البحث العلمى وربطه بالعملية الإنتاجية، وتفعيل أشكال الملكية والإنتاج المختلفة، وعدم قصرها على ثنائية (القطاعين العام والخاص) من خلال تفعيل أشكال مستحدثة مثل التعاونيات، والملكية العامة بإدارة خاصة، وغيرها من الأشكال، وإعادة هيكلة الجهاز البيروقراطى، وإعطاء أولوية للتصنيع الزراعى، وصناعة الدواء، والبرمجيات، وقطاع الاتصالات، والتوجه لتصنيع المجتمعات الريفية، ودعم الصناعات الصغيرة بها».[Quote_3] وفي مجال الزراعة، أشار الحزب إلى: «تشجيع البحث العلمى في أبحاث الأراضى والزراعة، ودعم المحتوى الجينى المصرى للمنتجات المحلية، تشجيع الاستثمار في مجالات الزراعة العضوية ودعمها، ومشاريع تسويق مثل هذا المنتجات، ومحاربة أي شكل من أشكال الاحتكار بها، وإزالة أية اختناقات في تجارتى الجملة والتجزئة، والتوسع في زراعة القطن، واستعادة المكانة الدولية للقطن المصرى، وكذلك زراعة القمح والمحاصيل الغذائية الأساسية.
سادساً: الانحياز للاستقلال التام للسياسة الخارجية إعادة الدور الرائد لمصر في محيطها العربى، وذلك بدعم ومساندة التحول الديمقراطى، والعمل على تطوير جامعة الدول العربية ومؤسساتها؛ بحيث تكون قادرة على تحقيق التضامن، والتكامل العربى الاقتصادى، والسياسى، والثقافي، والعمل على إنعاش العلاقات الثقافية والسياسية مع الدول الإسلامية عبر منظمة التعاون الإسلامى، وخصوصاً الدول الإقليمية المحورية كتركيا. وتأسيس العلاقات الخارجية المصرية مع دول العالم لا سيما الولايات المتحدة الأمريكية، والاتحاد الأوروبى، والدول الكبرى الأخرى مثل الاتحاد الروسي، والصين الشعبية، على أساس الندية، والمصالح المشتركة، وتبادل المنافع، والاحترام المتبادل، ورفض الانصياع لأية ضغوط أو شروط مجحفة، وتفعيل أدوات الدبلوماسية الشعبية والقوة الناعمة لمصر.

## مواقف سياسية
- رفض الحزب الإعلان الدستوري الذي أعلنه الرئيس المعزول د. محمد مرسي في 22 نوفمبر 2012، ولكنه – على خلاف جبهة الإنقاذ – دعم مادتي عزل النائب العام المستشار عبد المجيد محمود وإعادة محاكمات نظام مبارك، وقدم في ذلك مبادرة لم يستجب لها رئيس الجمهورية، وإن عاد في موقفه بعد ذلك ونفذ ما طالب به الحزب من خلال حوار وطني مع بعض القوى والشخصيات السياسية.
- شارك الحزب في جلسات الحوار الوطني التي رعاها المستشار محمود مكي نائب رئيس الجمهورية بعد أن تم إلغاء الإعلان الدستوري، وقدم الحزب في جلسات الحوار تصورا لتعديلات للدستور توفر الحد الأدنى من التوافق الوطني الذي غاب عن مسودة دستور 2012، ولإلغاء مواد الوصاية العسكرية التي تهدد مدنية الدولة المصرية، كما قدم الحزب تصورا لمشروع قانون للانتخابات البرلمانية تسريعا لاستكال مؤسسات الدولة ووصولا لحل سياسي للأزمة السياسية، ولكن لم تلتزم الرئاسة وحزبا الحرية والعدالة والنور بما تم الاتفاق عليه، ولم ينفذا وعودهما بالمسارعة إلى تعديل الدستور أو الالتزام بمخرجات الحوار الوطني في قانون الانتخابات البرلمانية والذي تم رفضه من المحكمة الدستورية فيما بعد.
- دعا الحزب إلي رفض مسودة دستور 2012 والتصويت ب«لا» الاستفتاء الدستوري المصري 2012.[4] وقال الحزب أن رفضه لمسودة الدستور يأتي لاسباب رئيسية أبرزها غياب ضمانات جادة للعدالة الاجتماعية فيه ، والوضع الخاص للجيش بما يسمح بالوصاية العسكرية والسماح بمحاكمة المدنيين عسكرياً ، وكذلك التوسع في صلاحيات رئيس الجمهورية على حساب البرلمان، وعدم وضع حد للتمييز بين المصريين في تولي الوظائف والمرتبات وغيرها.
- كان رئيس الحزب د. عبد المنعم أبو الفتوح أول الداعين لإجراء انتخابات رئاسية مبكرة بعد تعنت رئيس الجمهورية في الاستجابة لطلبات القوى الوطنية في تشكيل حكومة وطنية متعددة، وفشل الرئيس الواضح في إدارة شؤون البلاد، وعلل الحزب هذا الموقف بالخوف من حدوث فوضى شاملة أو انقلاب عسكري في حال استمرار الأوضاع السياسية والاقتصادية والأمنية على ما هي عليه، وهو ما حدث بعد ذلك في 3 يوليو الذي أعلن فيه وزير الدفاع عزل رئيس الجمهورية عن موقعه وتعطيل العمل بالدستور.
- شارك الحزب في مظاهرات 30 يونيو الشعبية المطالبة بإجراء انتخابات رئاسية مبكرة أو إجراء استفتاء على استمرار الرئيس في موقعه، بعد أن قدم كشف حساب لسنة مع الرئيس ثبت فيها فشله في إدارة البلاد، وحاول رئيس الحزب في ذات الوقت إقناع الرئاسة وجماعة الإخوان بالاستجابة للمطالب الشعبية حفاظا على المسار الديمقراطي، وطالب وزير الدفاع في ذات الوقت بتجنب التدخل في الحياة السياسية وترك الأمر للقوى السياسية وللحراك الشعبي حتى لا يبتعد الجيش عن مهمته الأساسية والوحيدة في حفظ الحدود.
- لم يرحب الحزب بإعلان وزير الدفاع عزل رئيس الجمهورية في 3 يوليو 2013، ولكنه في ذات الوقت حاول إقناع القوى السياسية من خلال الحضور في اجتماع مع الرئيس المؤقت المستشار عدلي منصور بالعودة إلى مطالب الجماهير المتظاهرة في 30 يونيو 2013 بإجراء انتخابات رئاسية مبكرة أو إجراء استفتاء على خريطة الطريق التي أعلنها وزير الدفاع، ولكن تم رفض الطلب.
- أعلن الحزب رفضه الاستمرار في التواصل مع الرئاسة المؤقتة أو السلطة بشكل عام بعد مجزرة الحرس الجمهوري التي حدثت في 6 يوليو 2013، والتي أدت إلى مقتل عشرات المصريين أمام دار الحرس الجمهوري بمصر الجديدة.
- أدان الحزب المجازر الدموية التي حدثت في فض اعتصامي رابعة العدوية والنهضة يوم 14 أغسطس 2014، وطالب بمحاكمة وزيري الدفاع والداخلية باعتبارهما مسؤولين عن تنفيذ المجزرة التي أدت إلى مقتل مئات وإصابة الآلاف من المصريين المعتصمين، ودعا الحزب أعضاءه للمشاركة في الفعاليات التي تخرج اعتراضا على هذه المذبحة وهو ما تمثل في مشاركة كثير من أعضاء الحزب في مسيرات الجمعة 16 أغسطس 2013.
- وفي 5 ديسمبر 2013 قررت هيئة الحزب العليا دعوة المصريين الي التصويت بـ«لا» في الاستفتاء الدستوري المصري 2014 ووضع شروطاً لمشاركته في الاستفتاء قال إنها لضمان نزاهته .[4] ، ثم عاد الحزب وأعلن مقاطعته للإستفتاء علي خلفية «حملة الاعتقالات والانتهاكات الأمنية التي تعرض لها أعضاء الحزب أثناء ممارسة حقهم الدستوري والقانوني في دعوة المواطنين للتصويت بـ «لا» على الدستور» علي حسب رأي الحزب الذي أعلنه في بيان صحفي في 13 يناير 2014.
- اعتبر الحزب أن السلطة التي تشكلت منذ الثالث من يوليو 2013 ما هي إلا سلطة للثورة المضادة وأنها امتداد لنظام مبارك وقمعه الأمني مضافا إليها عسكرة الدولة، ورفض الحزب قوانين قمع الحريات التي وكذلك قوانين حماية الفساد التي صدرت باسم الرئيس المؤقت المستشار عدلي منصور.
- أدان الحزب كافة عمليات الإرهاب التي أدت إلى مقتل كثير من أفراد الجيش والشرطة في سيناء وغيرها، واعتبرها أعمالا إجرامية مرفوضة ويجب على الدولة مواجهتها من خلال إجراءات مهنية ملتومة بالقانون وحقوق الإنسان.
- في أعقاب انقلاب 2013 في مصر شارك الحزب في تحرك الميدان الثالث الذي ساهم فيه ليبيراليون ويساريون وتجمعات من الوسط ، الذين أشتركوا في معارضتهم لنظام الاخوان المسلمين والحكم العسكري علي حد سواء.
- ساهم أعضاء الحزب في سبتمبر 2013 في تكوين جبهة طريق الثورة وهي تحالف من سياسيين من خلفيات مختلفة تسعي لتدعيم مطالب ثورة 25 يناير ، وخلق طريق لتحقيق أهدافها بين صراع الجيش ومؤيدوه من العلمانيين من جهة والاخوان المسلمين ومؤيدوهم من جهة أخرى علي السلطة.
- أعلن الحزب رفضه الدفع بمرشح في الانتخابات الرئاسية لعام 2014

## أعضاء المكتب السياسي والأمانة العامة حتى فبراير 2015
1. عبد المنعم أبو الفتوح: مرشح سابق في انتخابات عام 2012 ، وهو رئيس الحزب .

| - أحمد سالم: الأمين العام - أحمد إمام: أمين الصندوق - أ. إبراهيم الحمامي - د. أحمد شكري - أ. علاء إبراهيم | - م. فكري نبيل - م. محمد المهندس - د. محمد عثمان - أ. ممدوح الشايب - د. هشام الحمامي |

### تشكيل المكتب السياسي بعد انتخابات المؤتمر العام للحزب فبراير 2015
- عبد المنعم أبوالفتوح: رئيس الحزب
- د. أحمد شكري: رئيس المكتب السياسي
- م. أحمد فوزي: الأمين العام
- ممدوح الشايب: أمين الصندوق
- م. فكري نبيل
- م. محمود أبوالنصر
- أ. محمد مدحت
- أ. أحمد سالم
- د. هشام الحمامي

### أعضاء الأمانة العامة السابقون
| - أ. أحمد سالم: الأمين العام - أ. أحمد عبد الجواد: أمين التنظيم - أ. أحمد غنيم: أمين اللجان الداعمة - د. إيهاب أبو علي: أمين لجنة العضوية | - م. أحمد فوزي: أمين لجنة التنمية المحلية - د. فيروز عمر: أمين لجنة التثقيف والتدريب - أ. محمد الباقر: أمين اللجان النوعية |

### تشكيل الأمانة العامة بعد المؤتمر العام للحزب (فبراير 2015) حتى الآن
- م. أحمد فوزي: الأمين العام
- أ. عبد الله وجيه: أمين التنظيم
- م. رمضان جاب الله : أمين التدريب والتثقيف
- أ. يوسف غراب: رئيس لجنة العمل المجتمعي
- أ. حسام عبد الفتاح: رئيس لجنة العمال
- أ. أيهاب مجدي: أمين العضوية